# نيبريا ريموندي
نيبريا ريموندي هو نوعٌ من الخنافس الأرضية ينتمي لِعائلة نيبرييني الفرعية المُتوطنة في المغرب.